# Indiana Jones und der Tempel des Todes
Indiana Jones und der Tempel des Todes (Originaltitel Indiana Jones and the Temple of Doom) ist ein im Jahr 1984 unter der Regie von Steven Spielberg entstandener Abenteuerfilm und der zweite Teil der Indiana-Jones-Filmreihe, in dem Harrison Ford wieder die Hauptfigur Indiana Jones spielt. Bei 28 Mio. US-Dollar Produktionskosten spielte dieser Film über 330 Mio. US-Dollar weltweit ein. Der Film startete am 3. August 1984 in den bundesdeutschen Kinos.

## Handlung
Im Jahr 1935, ein Jahr vor Indiana Jones’ Abenteuer mit der Bundeslade, versucht Indy, im Shanghaier Nachtclub „Obi-Wan“ die Urne des Stammesfürsten Nurhaci gegen einen Diamanten zu tauschen, der sich im Besitz des Gangsterbosses Lao Che befindet. Das Geschäft läuft jedoch schief: Indy nimmt einen vergifteten Drink zu sich und sein Freund Wu Han, der ihm beistehen will, wird erschossen. Indy versucht, an das Gegengift zu gelangen, das sich ebenfalls in Ches Besitz befindet, und richtet dabei Chaos im Nachtclub an. Letztlich gelingt es Indy gemeinsam mit der Sängerin Willie, die inzwischen das Gegengift an sich nehmen konnte, aus dem Durcheinander zu entkommen. Mit Indys Fluchtfahrzeug, das von dem jungen Chinesen Shorty gefahren wird, können sie Ches Schergen nach einer Verfolgungsjagd zunächst abschütteln.
Indy, Willie und Shorty besteigen ein Flugzeug nach Delhi, nicht wissend, dass es zu Lao Ches Fluggesellschaft gehört. Während sie beim Überfliegen des Himalaya ein Nickerchen machen, entleeren Ches Piloten die Treibstofftanks und springen mit den letzten beiden Fallschirmen ab. Willie wacht auf und weckt Indy und Shorty, sodass das Trio rechtzeitig mit einem selbstaufblasenden Schlauchboot abspringen kann, kurz bevor das Flugzeug am Berg zerschellt.
Sie überleben den Aufprall im Schlauchboot, schlittern einen schneebedeckten Hang hinab und landen in einem reißenden Fluss. Dieser führt sie an ein abgeschiedenes Dorf im indischen Urwald. Die Dorfbewohner bitten Indiana Jones und seine Begleiter um Hilfe: Alle Kinder des Dorfes wurden entführt, der heilige Shankara-Stein, der die Gemeinschaft beschützen soll, wurde entwendet und der Brunnen gibt kein Wasser mehr. Verantwortlich dafür ist angeblich ein wiederauflebender Todeskult im nahe gelegenen Palast von Pankot. Am Abend schleppt sich ein aus dem Palast entflohener Junge ins Dorf, wird von Indy gefunden und überreicht diesem ein Fragment einer alten hinduistischen Schriftrolle. Daraufhin beschließt Indy, den Palast aufzusuchen, weil er glaubt, einer archäologischen Sensation auf der Spur zu sein: Der gestohlene Stein könnte einer von fünf sagenhaften Shankara-Steinen sein, die zusammen Macht und Reichtum verheißen. Geführt von einigen Dorfbewohnern, reisen die Drei zum Palast.
Im Palast werden sie von Chattar Lal, dem Premierminister des jungen Maharadschas, zum abendlichen Festmahl eingeladen. Beim Tischgespräch greift Captain Blumburtt, Kommandeur der britischen Kolonialtruppen, die alten, grausamen Mythen um den Pankot-Palast auf, die jedoch vom Premierminister als absurd abgetan werden. Nach dem Diner suchen sie ihre Gästezimmer auf, und ein Kuss zwischen Indy und Willie scheint zu Weiterem zu führen. Doch Indy wird von einem Attentäter überrascht und kann ihn nur mit Mühe besiegen. Er entdeckt einen Geheimgang, der in die Tiefe führt und mit Fallen gespickt ist, und untersucht ihn zusammen mit Willie und Shorty. Am Ende des Ganges erwartet sie ein unterirdischer Tempel. Aus einem Versteck beobachten sie einen religiösen Opferkult der Thuggee, bei dem der Priester Mola Ram einem Mann bei lebendigem Leib das Herz entnimmt, es der Gottheit Kali opfert und den dennoch lebenden Mann in der Tiefe in einen Lavasee versenkt. Indy erkennt, dass das blutrünstige Tempelvolk bereits drei der fünf Shankara-Steine in seinen Besitz gebracht hat, und dass die Dorfkinder entführt wurden, damit sie in der angrenzenden Mine nach den restlichen dort ehemals in Sicherheit gebrachten Steinen graben.
Plötzlich werden die Drei entdeckt und gefangen genommen. Indy muss das „Blut von Kali“ trinken, ein Gebräu, das jeden in Trance versetzt und zu einem gefühllosen Werkzeug des Kults macht. Willie soll in der Lava geopfert werden und Shorty wird als Sklave in die Mine gebracht. Während Willie langsam in einem Käfig zur Lava hinabgelassen wird, gelingt es Shorty, aus der Mine zu entkommen. Gerade rechtzeitig schafft er es, Indy mit einer Fackel zu verbrennen, wodurch dieser wieder zu Bewusstsein kommt. Indy besiegt Chattar Lal, rettet Willie und nimmt die drei Shankara-Steine an sich. Während er gegen einen hünenhaften Aufseher kämpft, erlöst Shorty den ebenfalls durch den Trank beeinflussten Maharadscha aus seiner Trance. Dann befreien sie die versklavten Kinder und springen in eine Lore, die sie in die Tiefen des Berges führt. Die Thuggee nehmen die Verfolgung auf. Nach einer wilden Fahrt muss Indy den Wagen mit seinen Schuhsohlen stoppen, um ihn vor einem Aufprall gegen die Felswand zu bewahren. Mola Ram lässt die Stollen mit Wasser überfluten, doch die Drei finden einen Ausgang aus dem Berg.
Verfolgt von Thuggee-Kriegern, überqueren sie eine Hängebrücke über einen von Krokodilen verseuchten Fluss und werden auf der anderen Seite von Mola Ram und weiteren Kriegern erwartet. Indy raunt Willie und Shorty zu, sich festzuhalten, und zerschlägt die Halteseile der Brücke mit einem Schwert, woraufhin fast alle auf der Brücke befindlichen Gegner in den Fluss fallen. An einem Teil der Brücke an der Felswand hängend, kämpft Indy mit Mola Ram unter Verlust zweier Shankara-Steine. Schließlich kann er den Priester in den Fluss stürzen, wo die Krokodile über ihn herfallen. Als die restlichen Thuggee-Krieger Indy mit Pfeilen beschießen, tauchen der Maharadscha und Captain Blumburtt mit britischen Truppen auf, und retten ihn, wobei sie auch diese Krieger besiegen und die Übriggebliebenen gefangen nehmen.
Mit den befreiten Kindern aus der Mine kehren die Drei später in das Dorf zurück und werden dort dankbar empfangen. Indy gibt den Dorfbewohnern den geborgenen Shankara-Stein zurück und es kommt zu einem zweiten Kuss mit Willie.

## Kritik
Bei der Veröffentlichung erhielt der Tempel des Todes gemischte Rezensionen. Regisseur Steven Spielberg bezeichnete den Film später als den schwächsten Teil der Saga, da er für seinen Geschmack zu düster, zu humorlos und schnell geraten sei. Die Auswertungen US-amerikanischer Aggregatoren spiegeln das ebenfalls. So erfasst Rotten Tomatoes zwar überwiegend wohlwollende Besprechungen und ordnet den Film dementsprechend als „Zertifiziert Frisch“ ein. Laut Metacritic fallen die Bewertungen im Mittel aber nur „Durchwachsen oder Durchschnittlich“ aus.

„Technisch perfekt inszenierter Abenteuerfilm, der einen Action-Höhepunkt an den nächsten reiht. Parodierende Elemente verdecken etwas die übertriebene Härte und chauvinistische Grundhaltung.“

„Aufgrund seiner atmosphärischen und narrativen Dichte wird Indiana Jones und der Tempel des Todes zum wahnwitzigsten Abenteuer von Indiana Jones, wobei die Vorzüge der beiden anderen Teile nicht vergessen werden sollen.“

„Effektvolles Sequel zu Steven Spielbergs Sensationserfolg Jäger des verlorenen Schatzes, in dem alles noch ein bißchen lauter, schneller und explosiver sein sollte. […] In der Tat war ‚Indy II‘ anno 1983 der sicherlich spektakulärste Actionfilm überhaupt, und allein die Geschehnisse aus den ersten zwanzig Minuten könnten noch heute jede Großproduktion über volle eineinhalb Stunden retten.“

„Leicht wahnsinnige Action mit Exotikflair.“

Kritik erhielt der Film ferner für seine Darstellung von Indien. Einheimische Herrscher essen Affenhirn und Schaben und lassen die Versklavung von Kindern zu. Gerettet werden diese vom „white savior“ Indiana Jones und von der britischen Kolonialarmee. In Indien war der Film zeitweise verboten. Die Außenaufnahmen waren auf Sri Lanka gedreht worden.

## Auszeichnungen
Oscar 1985
- Beste visuelle Effekte für Dennis Muren, Michael J. McAlister, Lorne Peterson und George Gibbs
- Nominierung in der Kategorie Beste Filmmusik für John Williams

British Academy Film Awards 1985
- Beste visuelle Effekte für Dennis Muren, Michael J. McAlister, Lorne Peterson und George Gibbs
- Nominierung in der Kategorie Beste Kamera für Douglas Slocombe
- Nominierung in der Kategorie Bester Schnitt für Michael Kahn
- Nominierung in der Kategorie Bester Ton für Ben Burtt, Simon Kaye und Laurel Ladevich

Saturn Award 1985
- Nominierung in der Kategorie Beste Regie für Steven Spielberg
- Nominierung in der Kategorie Bester Hauptdarsteller für Harrison Ford
- Nominierung in der Kategorie Bester Nachwuchsschauspieler für Jonathan Ke Quan

Jupiter Award 1985
- Bester Film für George Lucas, Frank Marshall, Robert Watts und Kathleen Kennedy
- Bester Hauptdarsteller für Harrison Ford

Goldene Leinwand
- 3 Millionen Kinobesucher in 18 Monaten

## Altersfreigabe
Der Film löste bei Erscheinen in den USA heftige Kontroversen aus, für viele war Der Tempel des Todes zu brutal für Kinder. Der Film sollte deshalb statt mit der Freigabe „PG – Parental Guidance Suggested“ (erwachsene Begleitung von Kindern empfohlen) ursprünglich mit der Freigabe „R – Restricted“ (unter 17 Jahren nur in Begleitung Erwachsener) freigegeben werden. Der Druck der Produzenten veranlasste die Motion Picture Association of America (MPAA) jedoch, eine neue Stufe der Altersfreigabe einzuführen: „PG-13 – Parents Strongly Cautioned“, eine verschärfte Formulierung der PG-Freigabe.
In Deutschland hatte der Film bis 2016 eine Altersfreigabe ab 16 Jahren. Im deutschen Fernsehen wurde vor 22:00 Uhr eine um 5 Minuten gekürzte, ab 12 Jahren freigegebene Fassung ausgestrahlt. Im Jahr 2016 wurde der Film von der FSK neu geprüft und bekam eine Altersfreigabe ab 12 Jahren. Seitdem wird der Film um 20:15 ungeschnitten ausgestrahlt.
Bei Ausstrahlungen am Nachmittag wird eine stärker geschnittene Fassung gezeigt, welche um 13 Minuten gekürzt ist.

## Sonstiges

Englisches Logo

- Der Tempel des Todes ist ein so genanntes Prequel, weil es zeitlich vor Jäger des verlorenen Schatzes (1981) spielt, und zwar im Jahr 1935 (statt 1936 oder später), was sich u. a. dadurch bemerkbar macht, dass Der Tempel des Todes der einzige Film der Reihe ist, in dem die Bundeslade keinerlei Erwähnung findet oder irgendwie anderweitig auftaucht (da Indy sie ja noch gar nicht gefunden hat).[19]
- Steven Spielberg und Kate Capshaw lernten sich bei den Dreharbeiten kennen und heirateten später.[20]
- Der Nachtclub, aus dem Indiana Jones mit Willie Scott am Anfang des Films vor den Triaden flieht, trägt den Namen „Obi-Wan“ – eine Anspielung auf die fiktive Figur Obi-Wan Kenobi aus George Lucas’ Star-Wars-Filmen, in denen Harrison Ford die Rolle des Han Solo spielt.
- Die Menschen im indischen Dorf sprechen Singhalesisch. Dies ist damit zu erklären, dass in Sri Lanka gedreht wurde, da eine Drehgenehmigung seitens Indien verweigert worden war.[21]
- In der Szene am Flughafen in Shanghai, kurz nach Indys erfolgreicher Flucht vor den Triaden, wird er von einem Flughafenangestellten begrüßt, der ihm freudig mitteilt, dass er für ihn einen Flug organisiert hat. Der Schauspieler, der hier einen Cameo-Auftritt hat, ist Dan Aykroyd. In derselben Szene haben auch Steven Spielberg, George Lucas und die Produzenten Frank Marshall und Kathleen Kennedy einen Cameo-Auftritt.
- Pat Roach, der schon im vorherigen Film zu sehen war, spielte in diesem Film einen Wächter in der Mine.
- Harrison Fords Stunt-Double Vic Armstrong, der große Ähnlichkeit mit Ford hatte, spielte zahlreiche Actionszenen in Der Tempel des Todes, als Ford wegen einer Rückenverletzung bei den Dreharbeiten wochenlang ausfiel.
- Während der Hund von George Lucas noch als Namensgeber für den Filmhelden „Indiana“ Jones fungieren durfte, waren es in der Fortsetzung der Hund von Steven Spielberg für „Willie“ Scott und der Hund des Drehbuch-Autorenpaares für „Short Round“.
- Die negative Darstellung von Indern führte zu einem zeitweiligen Verbot des Filmes in Indien.[22]
- Bei der Verfolgungsjagd in Shanghai fuhr Shorty ein Replica eines Auburn Boattail 851 Speedster.[23][24]
- Bei dem Flugzeug, das Indy, Willie und Shorty am Anfang des Filmes besteigen, handelt es sich um eine Ford Trimotor.
- Obgleich der von Raj Singh dargestellte Maharadscha von Pankot im Laufe der Handlung namentlich als Zalim Singh genannt wird, wurde er im Abspann lediglich als „Little Maharadja“ („Kleiner Maharadscha“) geführt.

## Synchronisation
Die deutschsprachige Synchronisation wurde von der Berliner Synchron GmbH Wenzel Lüdecke erstellt. Arne Elsholtz war verantwortlich für das Dialogbuch und die Dialogregie.
| Rolle                       | Darsteller    | Synchronsprecher        |
| --------------------------- | ------------- | ----------------------- |
| Dr. Henry „Indiana“ Jones   | Harrison Ford | Wolfgang Pampel         |
| Wilhelmina „Willie“ Scott   | Kate Capshaw  | Uta Hallant             |
| Short Round                 | Ke Huy Quan   | Markus Mensing          |
| Mola Ram                    | Amrish Puri   | Edgar Ott               |
| Premierminister Chattar Lal | Roshan Seth   | Jürgen Thormann         |
| Captain Blumburtt           | Philip Stone  | Friedrich W. Bauschulte |
| Lao Che                     | Roy Chiao     | Rolf Schult             |
| Wu Han                      | David Yip     | Uwe Paulsen             |
| Kao Kan                     | Ric Young     | Thomas Petruo           |
| Chen                        | Chua Kah Joo  | Torsten Sense           |
| Maharadscha Zalim Singh     | Raj Singh     | Katrin Fröhlich         |